# Anne-Marie Carrière
Anne-Marie Carrière (* 16. Januar 1925 in Paris; † 29. Dezember 2006 in Nanterre, Hauts-de-Seine; eigentlich Anne-Marie Alice Louise Blanquart) war eine französische Schauspielerin und Sängerin.

## Leben
Anne-Marie Carrière wurde 1925 in Paris als Anne-Marie Blanquart geboren. Nach einem abgebrochenen Jura-Studium, arbeitete sie in einem Steuerbüro, ehe sie sich für eine Karriere als Schauspielerin und Sängerin entschied. Große Popularität erntete Carrière in den 1960er Jahren für ihre zahlreichen leichten, komödiantischen Rollen im Kabarett, die sie unter anderem an das Théâtre de Dix-Heures oder das Théâtre des Deux-ânes führte und zum Mitglied von Henri-Jacques Huet 1950 gegründeter Theatergruppe Noctambules machte. Gleichzeitig gilt sie als erster weiblicher Chansonnier im französischen Kabarett. Sporadisch agierte sie am Theater (J'y suis, j'y reste, 1973; Madame... pas dame, 1984) und folgte Engagements im Radio (l'Humour au féminin, 1970) und Film (Alles in Butter, 1963), während sie im französischen Fernsehen regelmäßig mit Rollen in Pierre Sabbaghs Au théâtre ce soir vertreten war. In den 1980er Jahren klang ihre Karriere aus. 1997 kehrte sie für die zwei Revuen L'Elysée clé en main und Le cercle des PS disparus an das Théâtre des Deux-ânes zurück.
2006 verstarb Carrière im Alter von 81 Jahren im Krankenhaus von Nanterre. Die französische Tageszeitung Le Figaro betitelte die Künstlerin in ihrem Nachruf als „pionnière du rire“ (dt.: „Pionierin des Lachens“), während Jacques Maillot, damaliger Direktor des Théâtre des Deux-ânes, sie als erste weibliche Komödiantin bezeichnete, die die Farben des Feminismus im Theater aufrechterhielt und den Weg für Künstlerinnen wie Sylvie Joly, Anne Roumanoff oder Muriel Robin bereitete.

## Filmografie (Auswahl)
- 1956: Baratin
- 1963: Der dicke König Dagobert (Le Bon roi Dagobert)
- 1963: Alles in Butter (La Cuisine au beurre)
- 1966: Trois enfants... dans le désordre
- 1966–1978: Au théâtre ce soir (Fernsehserie, 3 Folgen)
- 1967: Deux romains en Gaule (TV)